# Сирна паска
Си́рна па́ска — страва із домашнього сиру, що традиційно готується на Великдень. В Україні паскою називають великодній хліб.

## Традиція та символіка
У традиційному варіанті сирна паска повинна виконуватися у вигляді зрізаної піраміди, що повторює форму гробу, де сталося воскресіння Христа. Саме тому на одну з сторін сирної паски наносяться літери «ХВ», що означають привітання «Христос Воскрес!».
Випікання усіх видів пасок супроводжувалося цілим обрядовим дійством. Їх випікали у Чистий четвер, після обіду. Впродовж 40-денного посту кожного четверга господар викидав на горище одне поліно, якими топили піч в Чистий Четвер. Крім того, у вогонь кидали гілки освяченої верби. Перед замішуванням традиційної паски, жінка переодягалася в чистий одяг, молилася, і тільки після того замішувалося тісто. Молитовний настрій супроводжував цей процес, що такий обряд допоможе пасці бути гарною, пухкою, жовтою і смачною. Але коли паска не вдавалася, господиню підбадьорювали «Не вдалися паски — вдалися паляниці». 
Традиційно для приготування сирної паски використовується спеціальна форма — пасківник. Дерев'яний пасківник виготовляється з дощечок, на внутрішній стороні яких вирізають букви «ХВ», зображення хреста, списа Лонгина, тростини, пророслих зерен, ростків і квітів — символів страждання і воскресіння Ісуса Христа (іноді також голуба, символа Св. Духа). Ці малюнки й напис потім відображаються на готовій пасці. Дві дощечки мають вушка, а інші дві — дірочки для вушок. В отвори вушок мужуть вставити маленькі клини.
Власне, саме сирну паску готували останньою. Її старокиївський рецепт називався «княжа» («князівка», «князівна», «Либідь», а ще — «підперезана»). З ніжним смаком та вигадливими прикрасами ця паска робилася порівняно швидко. Справа в тому, що цей оригінальний рецепт не потребує ані варіння, ані віджимання сиру: паска формується з сирної маси, добре вимішаної зі сметаною, котру збивали з цукровою пудрою, ваніллю та цедрою, крихким печивом (раніше використовували крихту спеціальних коржів), сухофруктами та горішками, а також і шоколадом. На прикраси, котрі викладали у вигляді хреста, йшли цукати знаменитого київського сухого варення, виливали й шоколадні хрестики, які знімали за святковим столом дітям. Сирну паску викладали гіркою на святковому блюді, й оздоблювали «короною» (обгортали широкою стрічкою пергаментного паперу, розмальованого великодніми символами та зверху підрізаного зубчиками). Обгорнуту паску «підперезували» — звідси й одна зі старих її назв — підв'язували, роблячи їй легку, ледь помітну «талію» мереживом, переплетеним з віночком квітів.

## Спосіб приготування

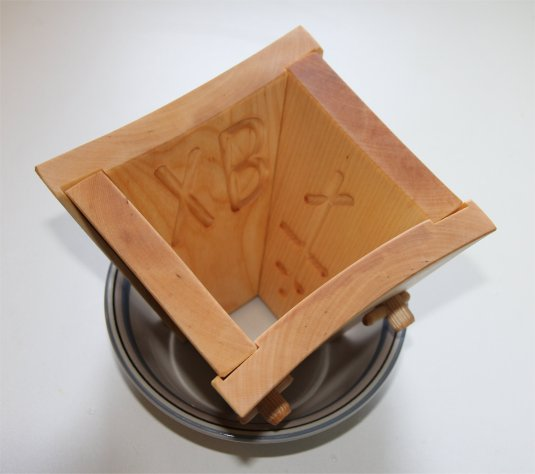
Форма для сирної паски

Для паски краще брати сир найкращої якості — свіжий, сухий та однорідний. Інші інгредієнти — це вершкове масло, вершки або сметана, родзинки. Іноді в паску додають яйця, мигдаль, інші прянощі. Паску прикрашать родзинками, цукатами, горіхами і т. д. Зазвичай паски роблять невеликого розміру.
Сир кладуть під прес, щоб видалити зайву сироватку, потім двічі перетирають через сито. Всі інгредієнти ретельно перетирають в однорідну масу. Потім сир кладуть у пасківник, застелений вологою марлею або просто м'якою серветкою. Форму під легким пресом ставлять на холод (але не на мороз) — на 12 годин. Забравши пасківник із холоду, його ставлять широкою основою на блюдце, розбирають і знімають марлю обережно, щоб не пошкодити малюнки.
Разом із іншими пасхальними стравами сирну паску святять у церкві і подають до святкового столу.